# Chelonistele brevilamellata
Chelonistele brevilamellata är en orkidéart som först beskrevs av Johannes Jacobus Smith, och fick sitt nu gällande namn av Cedric Errol Carr. Chelonistele brevilamellata ingår i släktet Chelonistele och familjen orkidéer. Inga underarter finns listade i Catalogue of Life.